# Toya sapporonis
Toya sapporonis är en insektsart som beskrevs av Matsumura 1935. Toya sapporonis ingår i släktet Toya och familjen sporrstritar. Inga underarter finns listade i Catalogue of Life.